# Darjeeling (thé)
Pour les articles homonymes, voir Darjeeling.

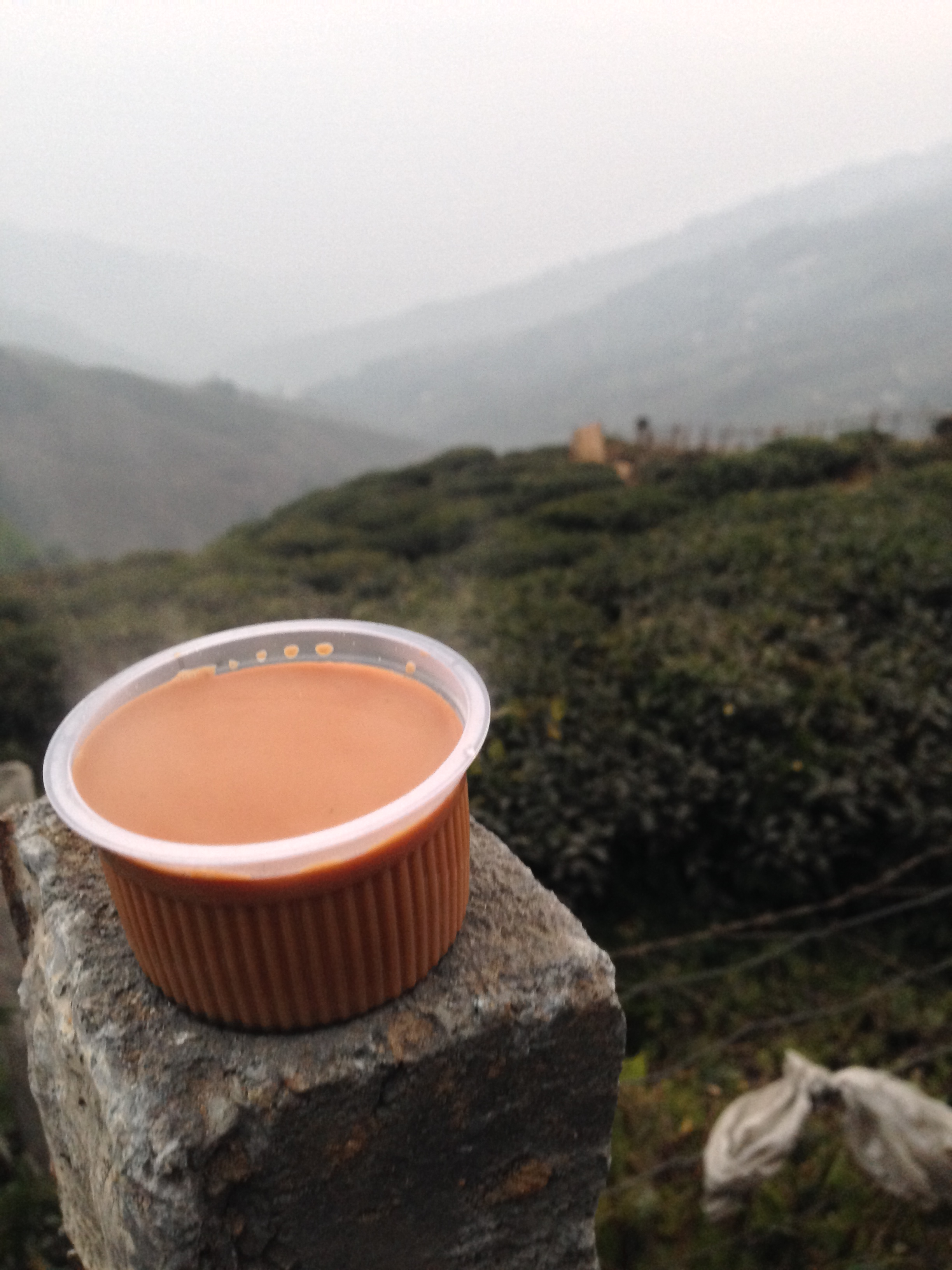
Gobelet de thé de darjeeling au lait dans les plantations de Darjeeling.

Le thé darjeeling, l'un des plus réputés des thés noirs, provient de la région de Darjeeling, dans le Bengale occidental, en Inde. Développé par l'empire britannique pour concurrencer le thé chinois et satisfaire à une demande coloniale locale, le thé de Darjeeling est au XXIe siècle un produit essentiellement d'export. Il doit sa renommée à la qualité de son thé, qui lui vient notamment de l'utilisation de théiers sinensis, une rareté dans le monde du thé noir, et de l'action d'un nuisible, l'Edwardsiana flavescens, qui en mangeant les feuilles, provoque une réaction qui donne ensuite au thé un arôme proche du muscat : les thés portent alors l’appellation muscatel.
Propriété de l'État depuis l'indépendance de l'Inde, il est d'une importance politique capitale, employant 50% de la population du district.
Le darjeeling connaît une crise à la fin des années 1990, en raison de la baisse des prix mondiaux, de l’accroissement de la concurrence chinoise et de pratiques frauduleuses faisant passer des blends ou des thés d'autres d'origine pour des darjeelings : pour y répondre, les autorités indiennes mettent au point une appellation géographique contrôlée, misent sur une production écologique adaptée aux exigences des consommateurs étrangers pour qui sont produits 99% des darjeeling et une diversification des types de thés produits : oolong, thé vert, thé blanc et thés parfumés.

## Histoire

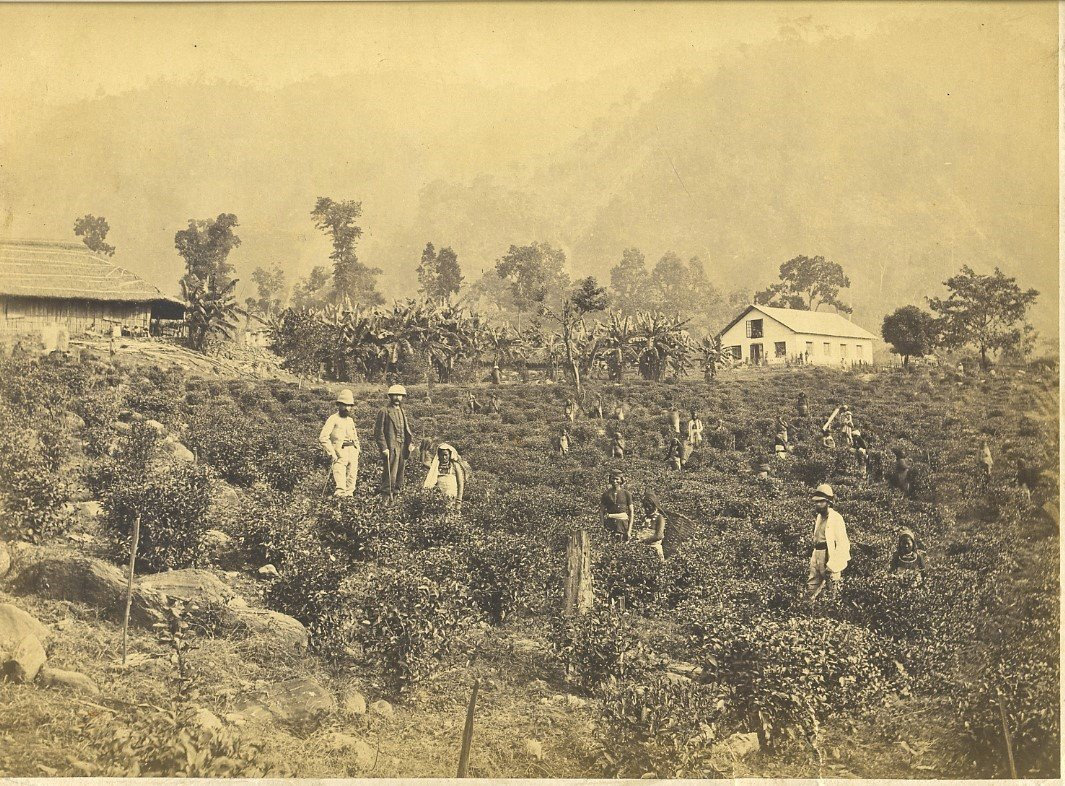
Propriétaires britanniques et cueilleurs népalais et indiens, 1880

La région est occupée par les Britanniques dès 1835, qui développent du thé à partir de 1840 afin tout d'abord de recouvrir les besoins de la société huppée qui afflue de tout le Raj britannique. En raison de cette demande haute gamme, il n'est pas choisi de développer dans cette région des théiers d'Assam, comme dans le reste de l'empire colonial britannique, mais des plants chinois ramenés par Robert Fortune. Pour encourager le développement du thé dans la région, les autorités britanniques divisent la terre en lots vendus à bas prix. L'annexion définitive de 1850 rend le développement des plantations plus aisé et le premier jardin commercial, l'Aloobari Tea Garden, qui recouvre une trentaine d'hectares, ouvre en 1856. Pour le créer, la jungle est détruite et au moins une tonne de graines de théiers plantées. Le jardin Dhooteria ouvre en 1859, suivi dans les cinq années suivantes de Takdha, Ambootia, Gin et Phoobsering, pour atteindre le nombre de trente-neuf plantations en 1869.
Les travailleurs des plantations sont d'abord des groupes ethniques Lepcha et Bhutia, des régions locales ; mais l'immense besoin de main-d’œuvre fait que les colons déplacent des populations venues du Tibet, du Népal, du Sikkim, du Kashmir, de Peshawar, d'Afghanistan, du Mechi, de Nagpur, ainsi que des Rajbonshis (en).
La première usine de fabrication de thé ouvre en 1859, à Makaibari. Tout le long du XIXe siècle se développe sa production : 39 jardins pour 21 tonnes en 1866, 56 jardins pour 4 400 hectares et 71 tonnes en 1870, 113 jardins sur 6000 hectares en 1874.
Lors de l'indépendance de l'Inde en 1947, les 102 jardins de Darjeeling couvrent 18 500 hectares et produisent 14 000 tonnes de thé par an. Après l'indépendance, les plantations, qui appartenaient à 90% à des européens, passent en dix ans en majorité sous contrôle indien. Il s'ensuit une période de crise, où de nombreux jardins ferment, alimentée par le manque d'expérience des repreneurs, le vieillissement des théiers, une forte compétition entre les jardins au moment des enchères du thé et des relations tendues entre propriétaires et travailleurs. La production est plusieurs fois paralysée dans les années 1980 en raison des grèves et des violences organisées par le Front national de libération de Gorkha (en) qui réclame l'indépendance du Gorkhaland. La paix est provisoirement restaurée en 1988 avec la création du Conseil des collines de Darjeeling Gorkha (en) et sa relative autonomie du reste de l'Inde. Pour aider au renouvellement des théiers, l'Inde crée la Tea Research Association en 1964, qui permet le développement à Darjeeling d'hybrides adaptés aux conditions de culture locales.
À la fin des années 1990, face à la baisse des prix mondiaux et la concurrences d'autres thés indiens ou népalais se faisant frauduleusement appeler darjeeling, certains exploitants se mettent à produire en grande quantité, notamment à l'aide de fertilisants, ce qui dégrade la qualité et diminue leur attrait pour les consommateurs occidentaux. En réaction, le Tea Board of India retire l’appellation darjeeling aux jardins surexploitant et encourage les pratiques écologiques et la recherche du label bio, passant par un institut suisse indépendant pour en garantir l'application effective. 
Les tensions politiques reprennent dans les années 2010, avec l'assassinat en mai 2010 du leader indépendantiste Madan Tamang (en) et la reprise des grèves et des conflits armés en 2017 par le Gorkha Janmukti Morcha empêche le bon déroulement des cultures.

## Plantations

### Théiers
Darjeeling est lieu de nombreuses expérimentations de cultivars de théiers, qui portent le nom de la plantation qui les a mis en place suivi d'un numéro de série, tels que Bannockburn 157, Happy Valley 39 ou Phoobsering 312, spécialement adaptés aux sols de leurs jardins respectifs. À Darjeeling, contrairement à la grande majorité des thés noirs, sont cultivés des théiers sinensis. Quelques rares plantations, qui ont du terrain à faible altitude, l'utilisent pour produire du thé assamica.

### Thés muscatel
Les arômes fruités particuliers du darjeeling portent l'appellation Wonder Muscatel, car les Britanniques ont rapproché cet arôme de celui des vins liquoreux, en particulier ceux produits à partir de muscat,. Celle-ci s'explique par la présence d'edwardsiana flavescens, un nuisible qui mange les feuilles des théiers, provoquant une réaction biochimique dans la plante qui donne, lors de l'oxydation du thé, ces arômes caractéristiques. 

### Jardins

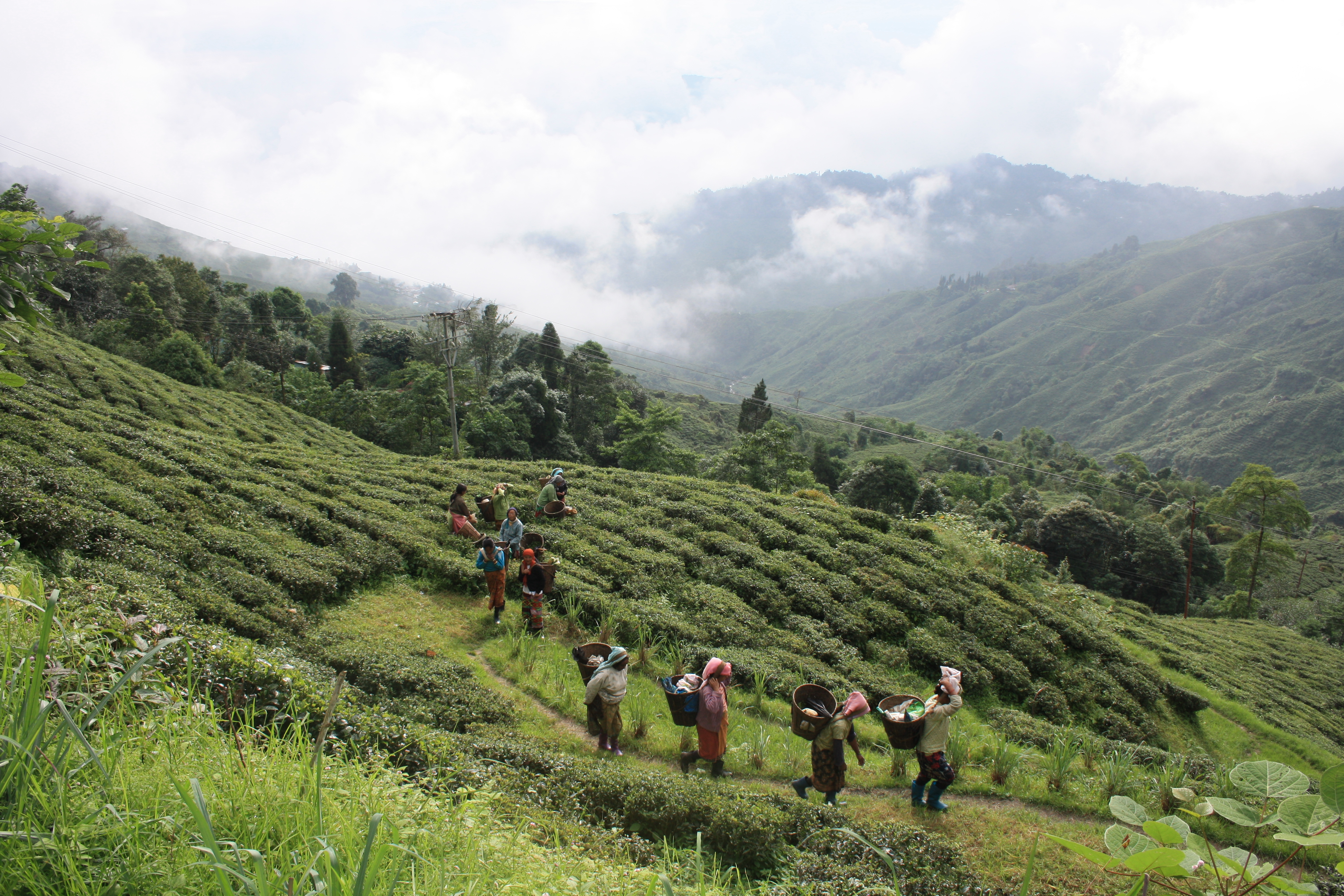
Récolte du thé dans un jardin de Darjeeling

Les jardins appartiennent tous à l'État du Bengale, qui loue ensuite leur exploitation à des opérateurs privés pour une durée de 30 ans renouvelable.
L'Arya, de 125 hectares, est créé en 1885 sur l'emplacement d'un monastère bouddhiste. Il est exploité par l'Eurasia avec une production très variée : thé noir, mais aussi thé vert, thé blanc, oolong, thé au jasmin et thé aux pétales de rose. Son thé vert est fabriqué avec une technique originale de chauffage, sans oxydation, mise au point dans la plantation, qui lui donne un goût différent des thés verts de Chine ou du Japon. Ses thés de plus haute qualité, ceux cultivés les plus en altitude, portent des noms de pierres précieuses.
Deux jardins, fondés par Christine Barnes et exploités par le groupe Goodricke, sont certifiés bio, Rainforest Alliance, Fair Trade et reconnus pour leur politique sociale : le Badamtam, fondé en 1861, s'étendant sur 172 hectares, entre 350 et 1830 mètres d'altitude et le Barnesbeg de 282 hectares situé entre 238 et 975 mètres d'altitude.
L'un des jardins les plus réputés et les plus anciens de Darjeeling est le Castleton, situé dans le Kurseong nord, entre 1000m et 2000m d'altitude. Il est fondé en 1885 par Charles Graham, s'étend sur 471 hectares et est aussi exploité par Goodricke. Il s'agit de l'un des thés les plus chers de darjeeling.
Un autre classique est le Gopaldhara, un thé d'altitude cultivé entre 1700 et 2200m. Sa récolte est décalée de plus d'un mois par rapport aux autres jardins en raison du froid, qui donne aussi à ses thés une saveur plus délicate.
Celui de Jungpana, situé près de Darjeeling entre 1000 m et 1400 m d'altitude, est exposé sud, et sa douceur rappelle celui des oolongs. Le Margaret's Hope, quant à lui, produit des thés floraux aux notes d'amande.

### Appellation géographique
L'appellation darjeeling est de nos jours grandement contrefaite. En effet, la quantité de thé darjeeling vendue mondialement chaque année excède les 40 000 tonnes, alors que la production annuelle cumulée de l'ensemble des jardins de thé de Darjeeling est estimée entre 8 et 11 000 tonnes, ceci incluant la consommation locale. Afin de remédier à cette situation, la Tea Board of India (en) a créé en 1999 le logo et la marque de certification darjeeling. Cette certification est reconnue dans l'Union européenne, en Australie, au Canada et au Japon. En Allemagne, des revendeurs appelaient darjeeling un blend ne comprenant que 51% de thé en provenance de la région, et a été condamné par la justice allemande.
S'il existe 120 exploitations de thé dans le district, seuls 87 d'entre eux peuvent porter le nom de darjeeling. Ces jardins représentent 17 500 hectares de terres cultivées et produisent en 2015 entre 9 000 et 10 000 tonnes de thé.

### Conditions de travail

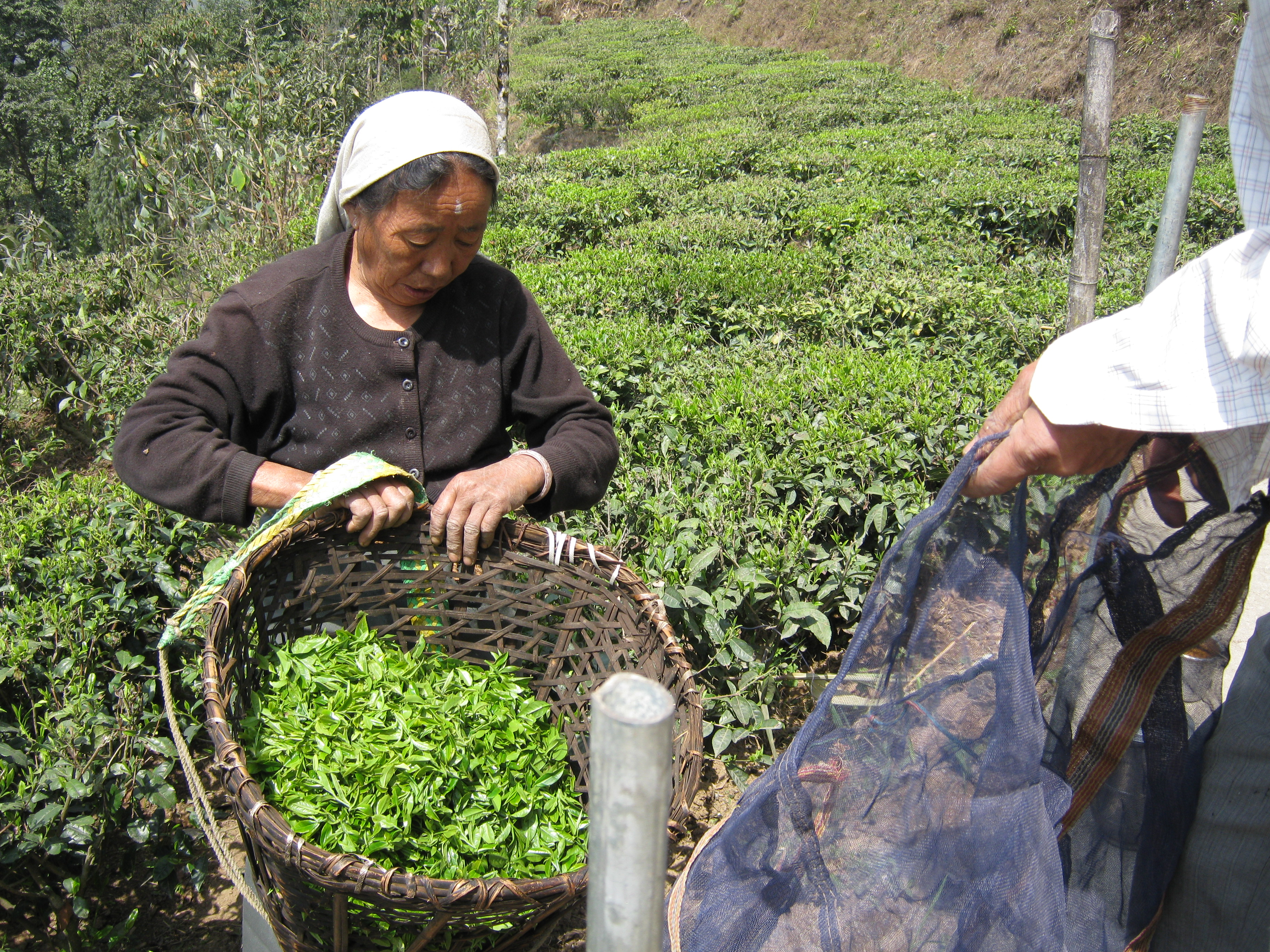
Cueilleuse de thé dans la plantation Niroula, 2014

Près de 70 000 personnes travaillent dans les plantations, réparties entre 55 000 permanents et 15 000 saisonniers, dont 60% de femmes. Les ouvriers agricoles de Darjeeling sont à grande majorité népalais, et ce depuis le début de l'exploitation des théiers.
Des centaines de milliers d'ouvriers ont entamé une grève en août 2018 pour obtenir une augmentation de 50 cents par jour, leur salaire journalier ne s’élevant qu'à 2,12 euros (169 roupies). Les plantations de thé font régulièrement l'objet de controverses en raison des conflits salariaux et des mauvaises conditions du travail.
Début 2020, l'absentéisme dans les plantations est estimé à 50%, en raison de la faible rémunération offerte par celles-ci (176 roupies) par rapport à d'autres emplois (191 roupies) non compensée selon les travailleurs par les avantages en nature (nourriture, feu de chauffage) offerts par les jardins de thé. Une autre explication avancée est la surveillance permanente dans les plantations, qui rend le travail pénible.
La concurrence entre les différents jardins de Darjeeling et avec le thé du Népal est invoquée par les producteurs pour justifier de ne pas augmenter les salaires.

### Récoltes
- Récolte de printemps (first flush) : récoltée à la mi-mars, et fortement dépendante de la météo elle a lieu juste après les pluies du printemps ; son arôme et sa couleur sont très légers. On parle de notes de muscat frais. La première semaine de récolte peut représenter un tiers du chiffre d'affaires de certains jardins, elle est mondialement recherchée et donc très chère.
- Récolte intermédiaire : récolte entre les récoltes de printemps et d'été, son arôme est entre ces deux récoltes.
- Récolte d'été (second flush): récoltée en juin , sa couleur est plus ambrée et il y a davantage d'amertume au goût. On parle de notes de muscat mûr.
- Récolte de mousson : celle-ci est très peu recherchée et peut même, en cas de mousson trop intense, être peu intéressante.
- Récolte automnale (third flush): récoltée en automne, après la saison des pluies ; sa saveur est moins délicate et ses notes épicées sont estompées. Ses notes peuvent présenter des intonations boisées et florales très mûres.

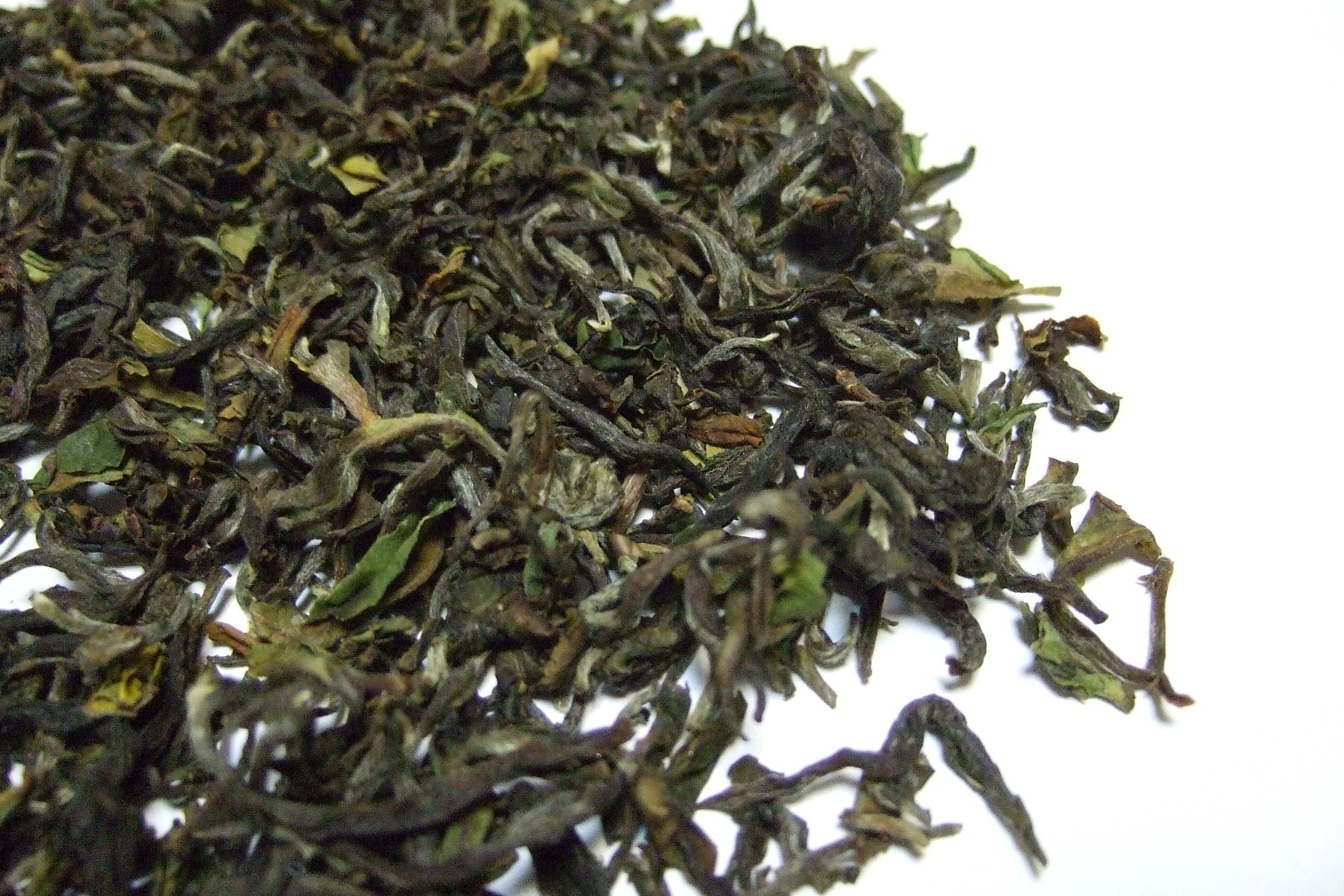
Récolte de printemps 2014, Turzum
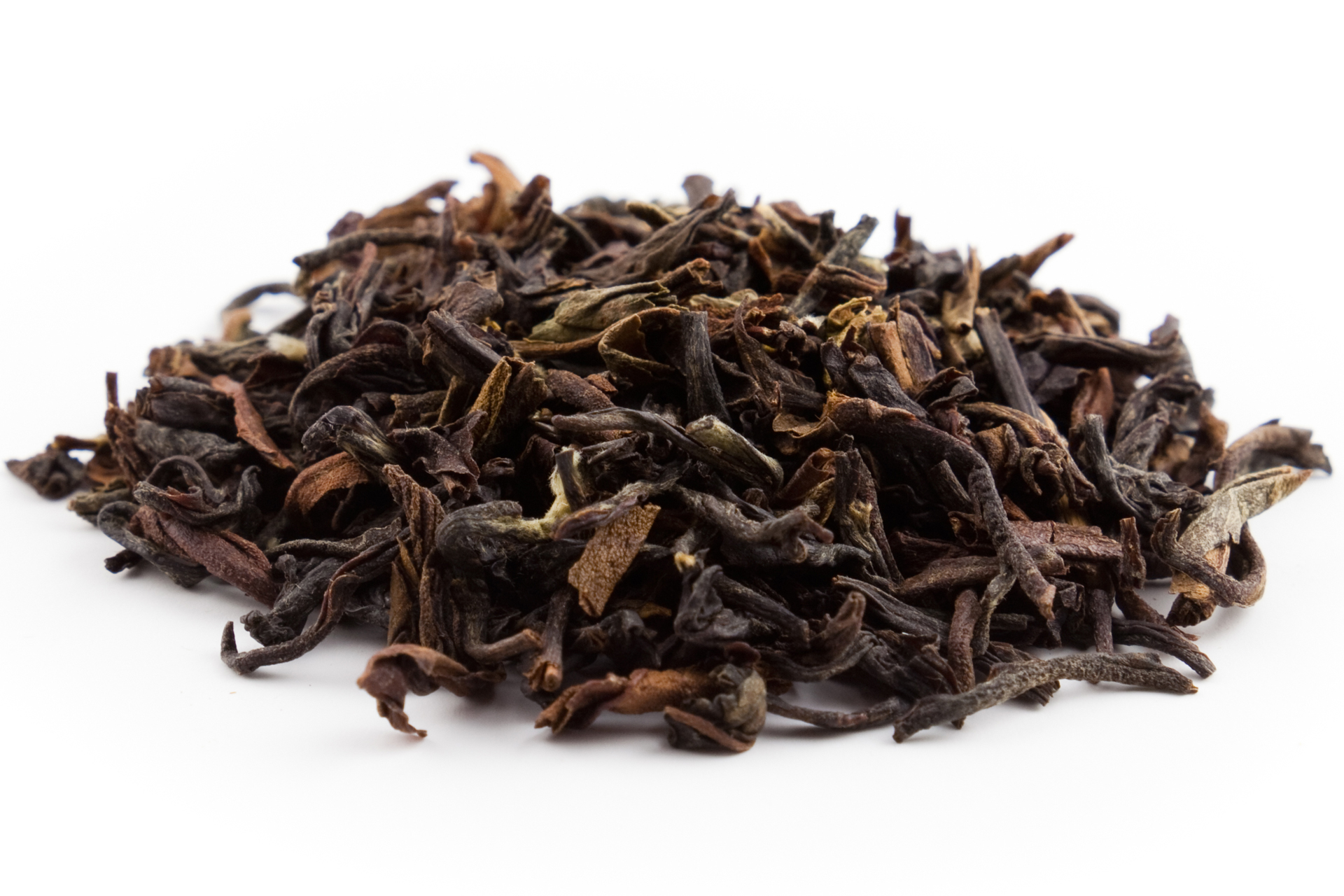
Récolte d'été 2009
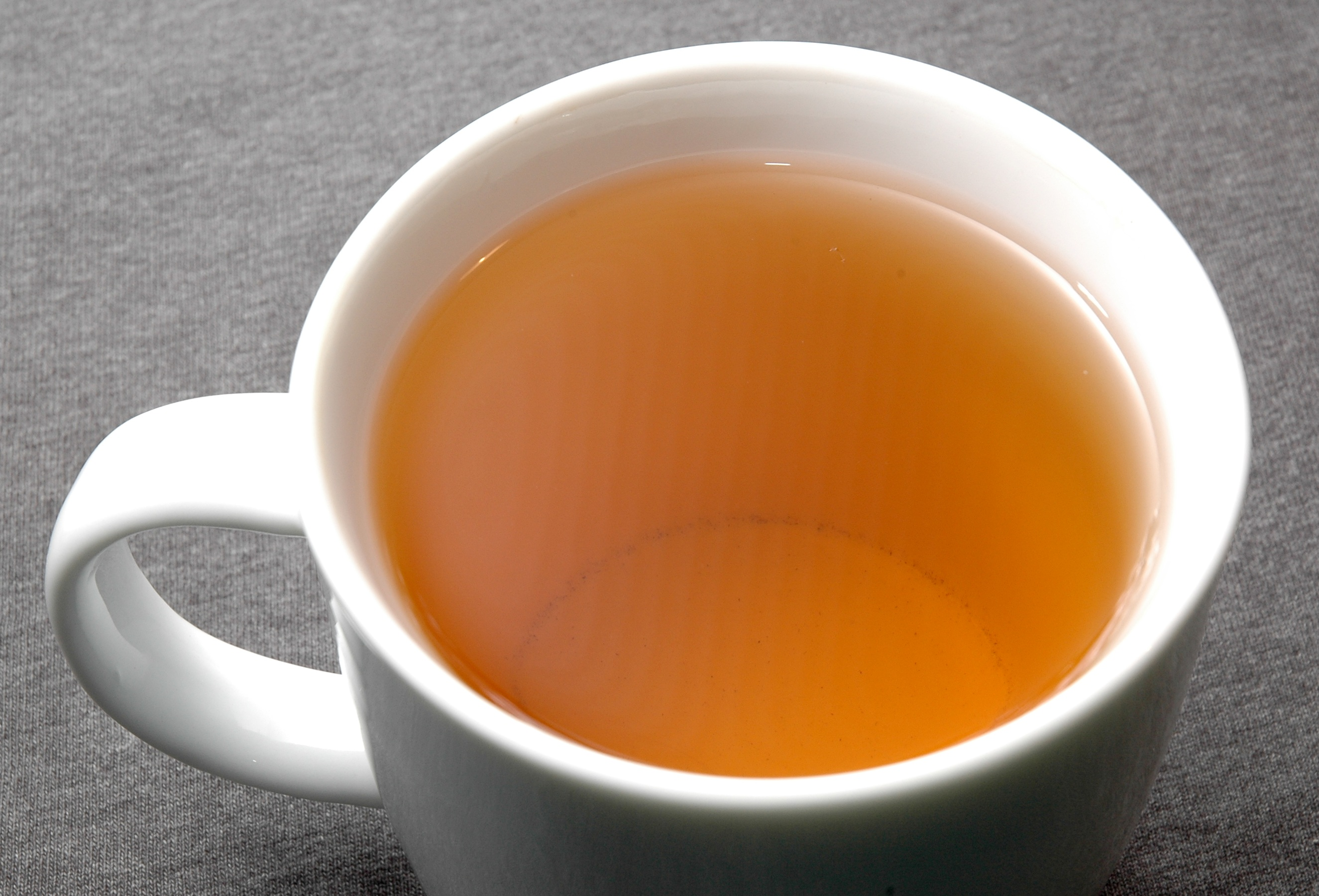
Infusion d'une récolte de printemps
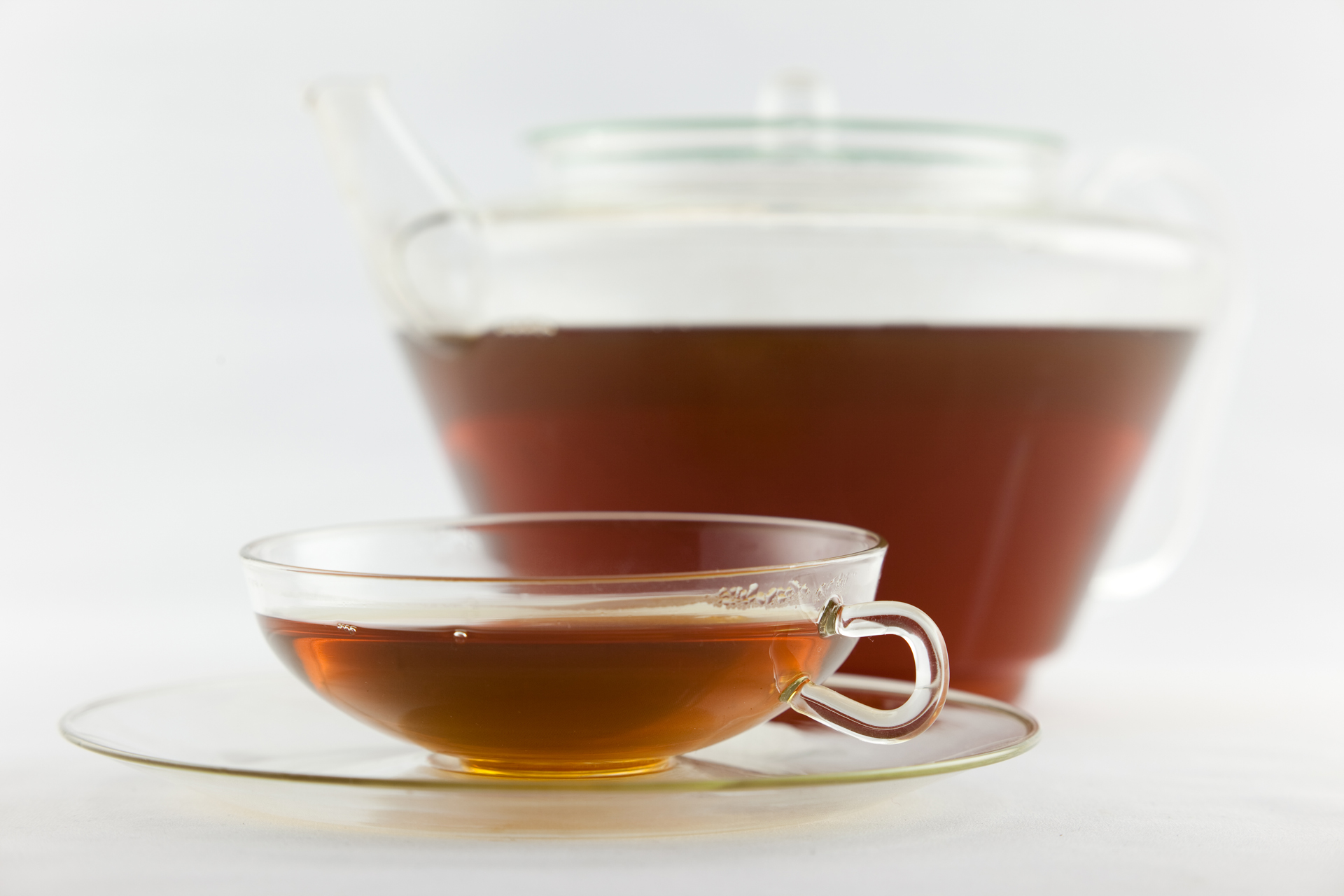
Infusion d'une récolte d'été

Il est aussi à noter que la récolte de printemps possède généralement un descriptif des plus précis qui soient dans le domaine du thé. Premièrement un jardin, ensuite une saison, et pour celle de printemps, on dispose même du jour de récolte : noté DJ suivi du jour. Le premier jour de récolte, DJ01, est très recherché. Ce ne sera qu'en arrivant en hiver, que le jardin cessera d'être récolté, plus ou moins tôt, selon l'altitude. (entre 1000 et 2600 mètres).

## Transformation du thé
Si Darjeeling est mondialement réputé pour son thé noir qui représente 90% de sa production, du thé blanc, du thé vert et du oolong y sont aussi fabriqués et certains jardins fabriquent aussi des thés parfumés : thé au jasmin ou thé à la rose. Cette production est rendue possible par la présence à Darjeeling de théiers sinensis et est motivée par la concurrence grandissante des thés chinois, diversifiés, sur le marché mondial. Pour l'instant, ce sont surtout les oolongs produits à plus de 1000m d'altitude, dont le goût muscatel rappelle l'oriental beauty de Taïwan.

## Caractéristiques des thés

### Grades

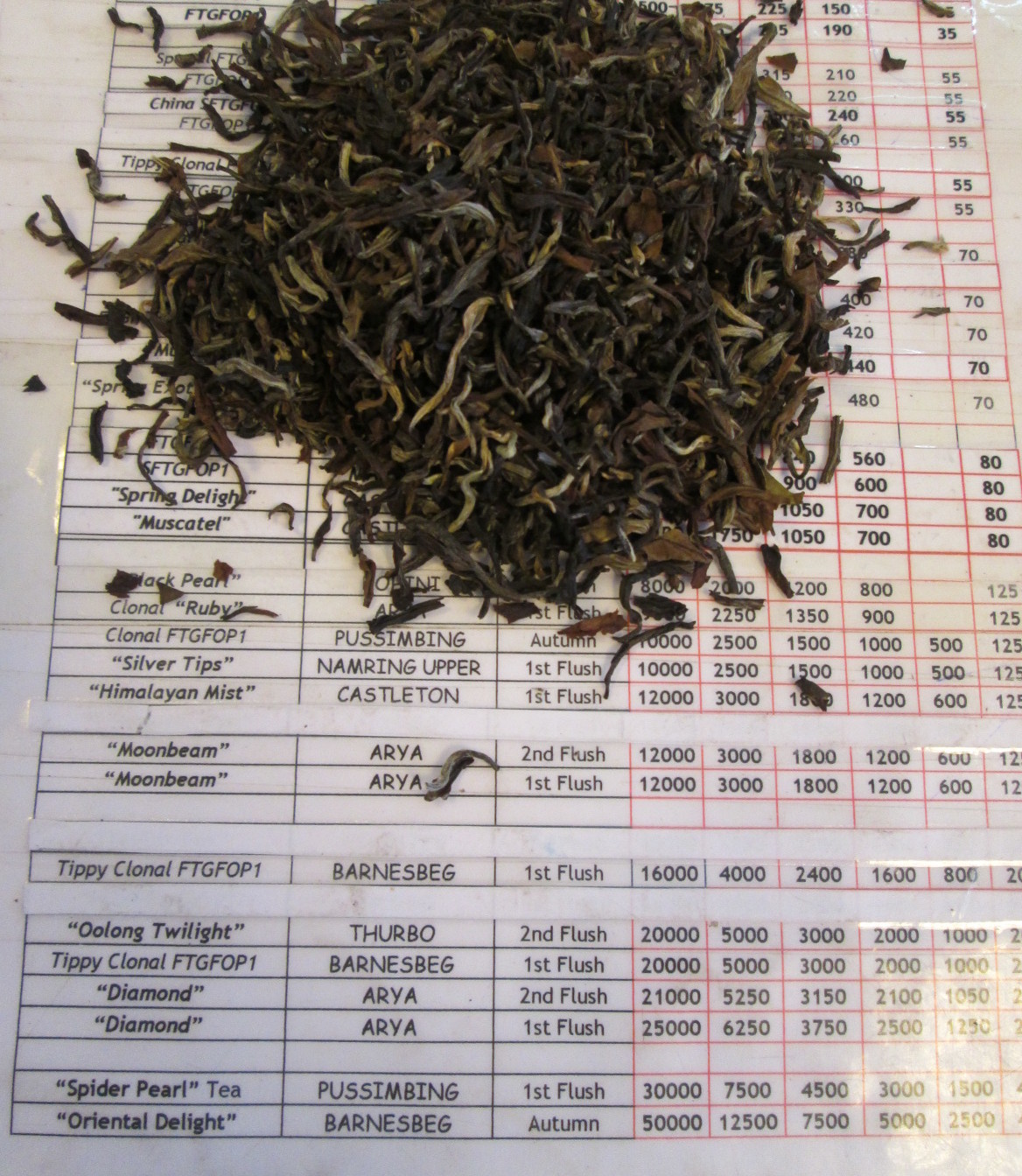
Prix de vente des différents thés de darjeeling en fonction de leur grade, jardin et récolte

Les thés de Darjeeling atteignent souvent les hautes qualités, notées SFTGFOP, du système de grades du thé développé par les Néerlandais et repris par les Anglais, Special Finest Tippy Golden Flowery Orange Pekoe. « Orange Pekoe » réunit la couleur de la première feuille après le bourgeon, l’« oranje » de la famille royale des Pays-Bas, et la traduction européanisée du mot feuille en chinois, « pekoe ». L'extension de cette notation graduée grâce aux intermédiaires FOP, GFOP, TGFOP, FTGFOP, SFTGFOP, correspond à une augmentation graduelle de la quantité de bourgeons présents dans le thé. Plus ces derniers sont nombreux, plus le thé est censé être fin et souvent cher, ces bourgeons étant rares. Les plus prisés restent les premières pousses du printemps. On peut, par exemple, obtenir une récolte First Flush Ambootia DJ01 SFTGFOP1, comme descriptif précis de ce qu'on boira.

## Commerce
Près de 99% de la production de darjeeling est destinée à l'export. Suivant la qualité des thés produits, leur grade, leur jardin d'origine et moment de récolte, les prix peuvent varier de 1 à 100.